# Severin (Chorvatsko)
Severin je vesnice a správní středisko stejnojmenné opčiny v Chorvatsku ve Bjelovarsko-bilogorské župě. Nachází se asi 11 km jihovýchodně od Bjelovaru. V roce 2011 žilo v celé opčině 877 obyvatel, z toho 536 v Severinu a 341 v připadajícím Orovaci. Severin je nejmenší opčinou v Bjelovarsko-bilogorské župě.
Opčinou prochází státní silnice D28 a župní silnice Ž3029.